# Красные эстонские стрелки

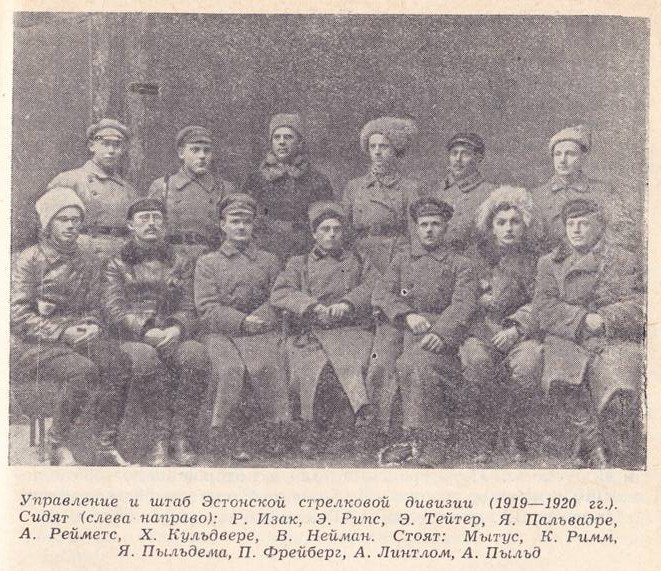
Управление и штаб Эстонской стрелковой дивизии (1919—1920)

Красные эстонские стрелки, также Эстонские Красные Стрелки или Эстонская Красная армия (эст. Eesti Punased Kütid, Eesti Punakaart) — состоявшие из эстонцев воинские подразделения Красной армии, принимавшие участие в боях с Германской имперской армией на территории Эстонии в 1918 году, воевавшие с подразделениями Эстонской народной армии в период Эстонской войны за независимость в 1918—1919 годы, а также участвовавшие в боях Гражданской войны на территории России. В эстонской историографии используется также название эстонские стрелковые полки (эст. Eesti kütiväed), а в советской и российской историографии можно встретить названия красные эстонские полки и эстонские коммунистические полки.

## Организация первых эстонских частей Красной армии
12 марта 1918 года в Петрограде началось формирование Ревельского эстонского коммунистического отдельного батальона, переименованного в августе того же года в 1-й Ревельский эстонский коммунистический стрелковый полк (1918—1919). 
В том же году были сформированы:
- Юрьевский эстонский коммунистический полк (по названию города Юрьев (ныне Тарту))
- 14-й Нарвский эстонский коммунистический полк
- 2-й Феллинский эстонский коммунистический пехотный полк (по названию города Феллин (ныне Вильянди); в 1919 году был реорганизован во 2-й Эстляндский коммунистический стрелковый полк; 1918—1920)

Юрьевский и 2-й Феллинский эстонские коммунистические полки сражались осенью 1918 года на фронтах Гражданской войны в России .

## Эстонские коммунистические полки в сражении за Нарву
28 ноября 1918 года эстонские коммунистические полки приняли участие в сражении за Нарву, где им противостояли подразделения 405-го пехотного полка германской армии, только начавшие формирование части 4-го эстонского пехотного полка и добровольцы из Нарвской дружины «Союза обороны Эстонии». В бою за Нарву погибло около 80 красноармейцев, в основном бойцов Феллинского коммунистического полка. В числе погибших был и Яан Сихвер — организатор и член Реввоенсовета эстонских коммунистических полков и член ЦК эстонских секций РКП(б). Бой за Нарву явил собой начало наступательной операции Красной армии, целью которой было восстановление Советской власти в Эстонии, свергнутой в феврале 1918 года в результате наступления германской армии и последовавшей за этим оккупации. Сражение за Нарву в современной эстонской историографии принято считать началом Эстонской освободительной войны.

## Реорганизация эстонских коммунистических полков и создание Эстонской Красной Армии
После взятия Нарвы Красной армией было провозглашено о создании Эстляндской трудовой коммуны (Эстонской Советской республики), вооружёнными силами которой стала Эстонская Красная армия, сформированная из эстонских коммунистических полков.
С февраля по май 1919 года начальником штаба Эстонской Красной армии являлся Август Корк, бывший до этого (с декабря 1918) военным консультантом при Народном комиссариате обороны Эстляндской трудовой коммуны. 

В 1919 году эстонские коммунистические полки были реорганизованы в:
- 1-й Эстляндский коммунистический стрелковый полк (впоследствии переименован в 1-й Эстонский стрелковый коммунистический полк)
- 2-й Эстляндский коммунистический стрелковый полк (бывший 2-й Феллинский эстонский коммунистический пехотный полк; позже переименован во 2-й Эстонский стрелковый коммунистический полк)
- 3-й Эстляндский коммунистический стрелковый полк (впоследствии переименован в 3-й Эстонский стрелковый коммунистический полк)
- 4-й Эстляндский коммунистический пехотный полк (впоследствии переименован в 4-й Эстонский стрелковый коммунистический полк и вошёл в состав 1-й бригады 6-й стрелковой дивизии; 1919—1920)
- 5-й Эстляндский коммунистический стрелковый полк (впоследствии переименован в 5-й Эстонский стрелковый коммунистический полк, позже — 406-й стрелковый полк в составе 136-й бригады 46 стрелковой дивизии)
- 6-й Эстляндский коммунистический стрелковый полк (впоследствии переименован в 6-й Эстонский стрелковый коммунистический полк)

## Форма Эстонской Красной армии
Эстонские красные стрелки начали носить форму, отличавшуюся от обычной красноармейской формы. При занятии Нарвы в складах «Кренгольмской мануфактуры» было обнаружено 4 млн аршин (18 тысяч пудов) ткани, которые и пошли на обмундирование эстонских красноармейцев.
Форма состояла из бледно-зеленых бриджей, гимнастерки, которую можно было носить и с открытым воротом, плаща-накидки (дождевика) и панамообразного головного убора, который стали называть просто шляпой. Кавалеристы имели на бриджах красные лампасы; они носили ботфорты, пехотинцы — краги. Ворот на гимнастёрке был обычно одного из двух типов, по тогдашней моде. Либо отложной с закруглёнными краями, как на германских солдатских мундирах обр. 1910 г., либо «матроска».

## Отступление из Эстонии и участие в боях на территории России
7 января 1919 года при поддержке Антанты началось совместное контрнаступление Эстонской армии и белогвардейской Северо-Западной армии под командованием генерала Н. Н. Юденича. В результате контрнаступления уже через неделю был взят город Юрьев (Тарту), а 19 января — Нарва, бывшая временной столицей Эстляндской трудовой коммуны. В феврале 1919 года эстонские коммунистические полки и отряды 7-й армии РККА были вытеснены за пределы Эстонии. 5 июня 1919 года в Луге (по другим источникам — в Старой Руссе) Совет Коммуны объявил о самороспуске и ликвидации Эстляндской трудовой коммуны, в результате чего Эстляндская Красная армия была преобразована в Эстонскую стрелковую бригаду.
В августе 1919 года Эстонская стрелковая бригада участвовала в боях под Псковом вместе с 10-й стрелковой дивизией, 1-й и Сводной бригадами 11-й стрелковой дивизии, а также подчиненной этой дивизии 2-й бригадой 3-й стрелковой дивизии. В этих боях Красной армии противостояли Эстонская армия и белогвардейская Северо-Западная армия генерала Юденича. Решающую роль во взятии Пскова сыграли 2-й и 5-й коммунистические эстонские полки.
Несколько эстонских коммунистических полков сражались на фронтах Гражданской войны в России против армии А. В. Колчака.